# Bozouls
Bozouls – miejscowość i gmina we Francji, w regionie Oksytania, w departamencie Aveyron. W 2013 roku populacja Bozouls wynosiła 2821 mieszkańców. Przez miejscowość przepływa rzeka Dourdou de Conques, która w tym miejscu utworzyła wąwóz w kształcie podkowy nazwany Trou de Bozouls. 
W Bozouls urodził się prefekt apostolski Wysp Cooka Bernardin Castanié SSCC.

## Zabytki
Zabytki w miejscowości posiadające status monument historique:
- dolmen de la Fontaine-aux-Chiens
- kościół św. Fausta w osadzie Aboul (fr. Église Sainte-Fauste d'Aboul)
- kościół św. Fausta w Bozouls (fr. Église Sainte-Fauste de Bozouls)
- stajnia klasztorna w osadzie Séveyrac (fr. Grange monastique de Séveyrac)